# Дом связи (Москва)
Дом связи — административное здание в Москве, располагавшееся в начале Нового Арбата (дом № 2). Здание строилось для автоматической телефонной станции и почтового отделения. Первоначально в нём размещались АТС, почта, телеграф, пункт междугородней телефонной связи с видеотелефоном и телефонная справочная служба 09.
Проект Дома связи был выполнен сотрудниками мастерской № 23 управления «Моспроект-1». Архитекторы: В. Егерев, А. Шайхет, Н. Афанасьева, Е. Шумов, инженеры Б. Кенгуров, Д. Ильин, С. Крыжевская, О. Плотников и другие.
Относительно невысокая семиэтажная пластина была вытянута вдоль проспекта, сглаживая переход от невысокой застройки центра к высоткам Нового Арбата. Через первый этаж дома была проложена арка с выходом на Мерзляковский переулок.
В 2010-е годы фасад здания использовался как огромный рекламный щит.
В августе 2021 года здание было полностью снесено для строительства на участке апарт-отеля компании Cosmos Hotel Group.